# Renato Castellani
Renato Castellani (ur. 4 września 1913 w Finale Ligure; zm. 28 grudnia 1985 w Rzymie) – włoski reżyser i scenarzysta filmowy i telewizyjny, pionier neorealistycznej komedii.

## Życiorys
Dzieciństwo do dwunastego roku życia spędził w Argentynie. Naukę kontynuował w Genewie, następnie studiował architekturę na politechnice w Mediolanie.
W 1936 rozpoczął działalność zawodową w kinematografii, początkowo jako asystent reżysera i scenarzysta. Współpracował z takimi twórcami jak Mario Camerini, Augusto Genina, Mario Soldati czy Alessandro Blasetti.
Samodzielną reżyserię rozpoczął filmem Wystrzał (1942), adaptacją noweli Aleksandra Puszkina. Z reguły sam pisał scenariusze do swoich filmów. Sławę i uznanie Castellani zdobył po wojnie jako autor takich obrazów jak: Pod słońcem Rzymu (1948), Nadziei za dwa grosze (1952, Złota Palma na 5. MFF w Cannes), Romeo i Julia (1954, Złoty Lew na 15. MFF w Wenecji) czy Bandyta (1961, Nagroda FIPRESCI na 22. MFF w Wenecji).
W latach 70. i 80. XX w. kręcił kostiumowe miniseriale telewizyjne (m.in. Żywot Leonarda da Vinci, Verdi). Okazjonalnie podejmował się również reżyserii teatralnej, wystawiając m.in. Seans Noela Cowarda i Wieczór Trzech Króli Williama Szekspira.

## Filmografia

### Reżyser

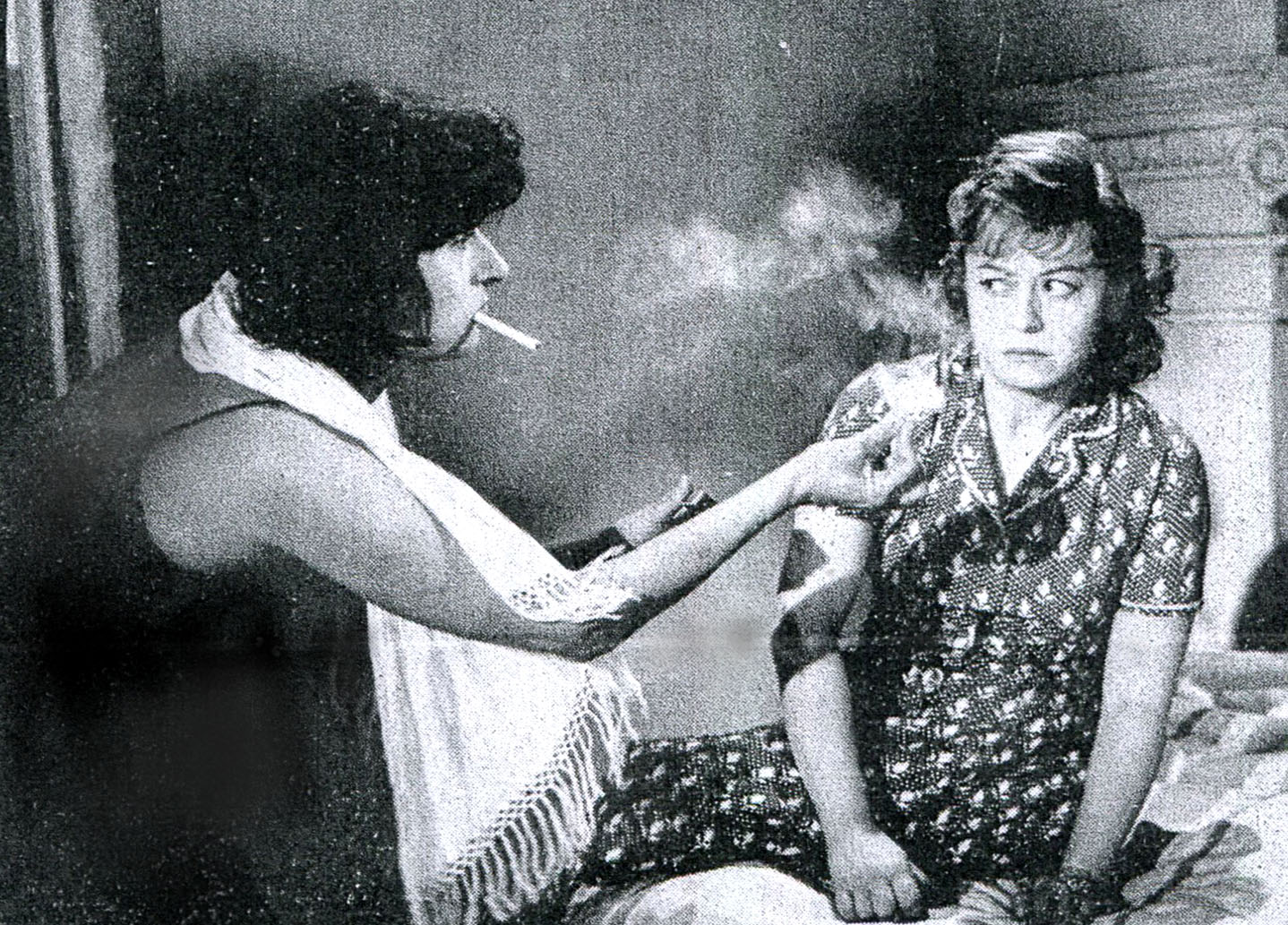
Anna Magnani i Giulietta Masina w filmie Piekło w mieście (1959) Castellaniego.

#### Filmy fabularne
- 1942: Wystrzał (Un colpo di pistola)
- 1944: La donna della montagna
- 1944: Zazà
- 1946: Mój syn profesor (Mio figlio professore)
- 1948: Pod słońcem Rzymu (Sotto il sole di Roma)
- 1950: Lekkoduch (È primavera...)
- 1952: Nadziei za dwa grosze (Due soldi di speranza)
- 1954: Romeo i Julia (Romeo and Juliet)
- 1957: Sny w szufladzie (I sogni nel cassetto)
- 1959: Piekło w mieście (Nella città l'inferno)
- 1961: Bandyta (Il brigante)
- 1963: Wzburzone morze (Mare matto)
- 1964: Trzy noce miłości (Tre notti d'amore) - segment La vedova
- 1964: Controsesso - segment Una donna d'affari
- 1968: Duchy po włosku (Questi fantasmi)
- 1969: Krótki sezon (Una breve stagione)

#### Seriale telewizyjne
- 1971: Żywot Leonarda da Vinci (La vita di Leonardo da Vinci)
- 1978: Kradzież Giocondy (Il furto della Gioconda)
- 1982: Verdi

### Scenarzysta

#### Filmy fabularne
- 1938: L'orologio a cucù
- 1938: La signora di Montecarlo
- 1939: Due milioni per un sorriso
- 1939: Castelli in aria
- 1939: Il cavaliere di San Marco
- 1939: Przygoda Salvatora Rosy (Un'avventura di Salvator Rosa)
- 1939: L'inconnue de Monte Carlo
- 1939: Wielkie domy towarowe (I grandi magazzini)
- 1939: Il documento
- 1940: Romantyczna przygoda (Una romantica avventura)
- 1940: Centomila dollari
- 1941: Żelazna korona (La corona di ferro)
- 1942: Malombra
- 1942: La cena delle beffe
- 1942: Wystrzał (Un colpo di pistola)
- 1944: Zazà
- 1945: Quartieri alti
- 1946: Mój syn profesor (Mio figlio professore)
- 1946: Notte di tempesta
- 1946: Malìa
- 1948: Pod słońcem Rzymu (Sotto il sole di Roma)
- 1949: Fabiola
- 1950: Lekkoduch (È primavera...)
- 1952: Nadziei za dwa grosze (Due soldi di speranza)
- 1954: Romeo i Julia (Romeo and Juliet)
- 1957: Sny w szufladzie (I sogni nel cassetto)
- 1958: Auferstehung
- 1959: Piekło w mieście (Nella città l'inferno)
- 1961: Bandyta (Il brigante)
- 1963: Wzburzone morze (Mare matto)
- 1964: Małżeństwo po włosku (Matrimonio all'italiana)
- 1964: Trzy noce miłości (Tre notti d'amore) - segment La vedova
- 1964: Controsesso - segment Una donna d'affari
- 1968: Duchy po włosku (Questi fantasmi)
- 1969: Krótki sezon (Una breve stagione)
- 1969: Archanioł (L'arcangelo)

#### Seriale telewizyjne
- 1971: Żywot Leonarda da Vinci (La vita di Leonardo da Vinci)
- 1978: Kradzież Giocondy (Il furto della Gioconda)
- 1982: Verdi
- 1987: L'isola del tesoro

### Aktor
- 1942: Wystrzał (Un colpo di pistola)